# Mollanepes
Mollanepes è la città capoluogo del distretto di Wekilbazar situato nella provincia di Mary, in Turkmenistan.